# Trigona corvina
Trigona corvina är en biart som beskrevs av Cockerell 1913. Trigona corvina ingår i släktet Trigona, och tribuset gaddlösa bin. Inga underarter finns listade.

## Beskrivning
Ett tämligen litet bi (under 9 mm) med svart huvud och mellankropp, mycket mörka vingar och röda käkar.

## Ekologi
Släktet Trigona tillhör de gaddlösa bina, ett tribus (Meliponini) av sociala bin som saknar fungerande gadd. De har dock kraftiga käkar, och kan bitas ordentligt.
Boet är ovanligt genom att det till stor del är uppbyggt av pollenrester från binas avföring. Som vanligt hos släktet blandas växtmaterialet upp med kåda och vax. Ytterväggen har flera ingångar, och arbetarna skyddar boet aggressivt. Bona kan bli mycket stora; ett 20 år gammalt bo vägde 140 kg när det föll ner från trädet där det var byggt.
Arten har bland annat setts på sensitiva (Mimosa pudica), en sensitivaart inom ärtväxternas familj, och på Rhynchanthera, ett släkte inom medinillaväxterna.

## Utbredning
Utbredningsområdet omfattar sydligaste Nordamerika till nordligaste Sydamerika, från Mexiko över Belize, Guatemala, Honduras, El Salvador, Costa Rica och Panama till Colombia.